# Maccabi Petah Tikva
Maccabi Petah Tikva (în ebraică מַכַּבִּי פֶּתַח תִּקְוָה), cu numele complet Maccabi Avshalom Ironi Petah Tikva F.C. (în ebraică מועדון ספורט מכבי אבשלום עירוני פתח תקווה) este un club de fotbal israelian din orașul Petah Tikva.

## Lotul actual
La 30 iulie 2015
| Nr. |          | Poziție | Jucător            |
| --- | -------- | ------- | ------------------ |
| 1   | Israel   | P       | Itamar Nitzan      |
| 2   | Brazilia | F       | Allyson dos Santos |
| 3   | Israel   | F       | Omer Danino        |
| 5   | Franța   | F       | Xavier Tomas       |
| 6   | Israel   | F       | Dudu Twito         |
| 7   | Israel   | F       | Hagay Goldenberg   |
| 8   | Israel   | M       | Yuval Jakobovich   |
| 9   | Israel   | A       | Oz Peretz          |
| 10  | Israel   | A       | Guy Melamed        |
| 11  | Israel   | F       | Naor Peser         |
| 16  | Israel   | P       | Zahi Gigi          |
| 17  | Lituania | M       | Mindaugas Panka    |

| Nr. |                           | Poziție | Jucător                   |
| --- | ------------------------- | ------- | ------------------------- |
| 18  | Israel                    | F       | Dor Elo                   |
| 19  | Israel                    | M       | Mor Hozez                 |
| 20  | Israel                    | A       | Dor Hugi                  |
| 22  | Israel                    | M       | Mor Shaked                |
| 23  | Israel                    | F       | Oded Gavish               |
| 26  | Israel                    | M       | Gidi Kanyuk               |
| 33  | Israel                    | P       | Aviv Abuaziz              |
| 39  | Republica Democrată Congo | M       | Joachim Mununga (Captain) |
| 62  | Spania                    | M       | Aitor Monroy              |
| 70  | Israel                    | A       | Idan Shemesh              |
| 77  | Israel                    | M       | Liran Rotman              |
| 99  | Israel                    | A       | Mohammed Kalibat          |

## Antrenori
- Dror Kashtan (1991–92)
- Yehoshua Feigenbaum (1994–95)
- Moshe Sinai (1 iunie 1997–Feb 1, 1998)
- Eyal Lahman (1998–99)
- Yossi Mizrahi (1 iulie 1999–30 iunie 2001)
- Eli Ohana (Jan 1, 2001–30 iunie 2001)
- Guy Luzon (Jan 1, 2002–30 iunie 2007)
- Yossi Mizrahi (1 iulie 2007–Nov 5, 2007)
- Guy Luzon (Jan 16, 2008–30 aprilie 2008)
- Guy Azouri (Aug 21, 2008–Dec 23, 2008)
- Roni Levi (Dec 22, 2008–Nov 21, 2009)
- Freddy David (Nov 22, 2009–8 mai 2011)
- Marco Balbul (28 mai 2011–Oct 17, 2011)
- Eyal Lahman (Oct 18, 2011–Jan 21, 2012)
- Moshe Sinai (Jan 22, 2012–Nov 24, 2013)
- Yitav Luzon (Nov 24, 2013–14)
- Kobi Refua (Dec 19, 2013–14)
- Ran Ben Shimon (11 iunie 2014–)

## Palmares
- Israeli Premier League
  - Vicecampioană (3): 1951-52, 1953–54, 2004–05
- State Cup (2): 1935, 1952
  - Finalistă (2): 1939, 2001
- Toto Cup (3): 1994–95, 1999–00, 2003–04
- Toto Cup Artzit (2): 1990, 1991
- Haaretz Tournament (1): 1940
- Liga Leumit (1): 2012-13